# Horkelia cuneata
Horkelia cuneata är en rosväxtart som beskrevs av John Lindley. Horkelia cuneata ingår i släktet Horkelia och familjen rosväxter.

## Underarter
Arten delas in i följande underarter:
- H. c. puberula
- H. c. sericea